# Lucélia Santos
Lucélia Santos, vero nome Maria Lucélia dos Santos (Santo André, 20 maggio 1957), è un'attrice e regista brasiliana attiva in teatro, al cinema e in televisione.

## Biografia
Lucélia Santos è nata a Santo André (San Paolo del Brasile) da Maurílio Simões dos Santos e Maria Moura dos Santos, entrambi operai. Ha un fratello, Maurílio Wagner, e una sorella, Cristina Santos, cantante e attrice. Ha esordito a teatro all'età di 14 anni, in una piéce per l'infanzia dal titolo Dom Chicote Mula Manca e seu Fiel Companheiro Zé Chupança. Grazie a questa interpretazione Lucélia Santos vinse tutti i premi per l'attrice-rivelazione di quell'anno. Subito dopo la Santos divenne allieva del professor Eugênio Kusnet, che riconobbe il suo talento innato per la recitazione e le fece frequentare un corso della durata di due anni.
Al termine del corso fu invitata a partecipare al musical Godspell. Seguirono altri lavori teatrali importanti: Rock Horror Show e, nel 1976, la piéce Transe no 18, al fianco dell'attore Milton Moraes. Fu proprio in quell'anno che per Lucélia arrivò l'occasione della sua vita: il regista Herval Rossano e lo sceneggiatore di telenovele Gilberto Braga la scelsero per interpretare La schiava Isaura, tratta dall'omonimo romanzo di Bernardo Guimarães. Il successo della telenovela, che esordì su Rede Globo l'11 ottobre 1976, fu immenso e proiettò la carriera dell'attrice a livello internazionale. La schiava Isaura, secondo un'indagine della trasmissione Good Morning America, è il prodotto televisivo più venduto e doppiato al mondo: è stata trasmessa in 130 Paesi. In Russia diventò così popolare che la parola portoghese fazenda entrò nell'uso quotidiano.
Nel 1985 l'attrice conquistò il premio Aquila d'Oro (l'Oscar della televisione cinese), offerto per la prima volta ad un'attrice occidentale. A Cuba fu ricevuta da Fidel Castro con gli onori riservati a un Capo di Stato (lo stesso Castro confessò di possedere nella sua videoteca personale il film-scandalo Luz del Fuego, interpretato nel 1981 dall'attrice brasiliana). Dopo il successo de La schiava Isaura le si aprirono le porte del cinema, tanto da diventare la musa del drammaturgo Nelson Rodrigues, che volle Lucélia nel film Bonitinha, mas ordinária. In seguito interpretò tanti altri film tratti dalle opere di Rodrigues: Engraçadinha, di Haroldo Marinho Barbosa, che uscì in Italia col titolo Un caldo invito, e Álbum de família.
Contemporaneamente continuò ad interpretare telenovele di successo, molte delle quali per Rede Globo: Locomotivas, Feijão Maravilha, Água Viva, Ciranda de pedra, Guerra dos Sexos (trasmessa in Italia da TMC col titolo Adamo contro Eva), Sinhá Moça (trasmessa in Italia coi titoli Il cammino della libertà e La padroncina) e Vereda Tropical. 
È divorziata dal direttore d'orchestra John Neschling, col quale ha generato un figlio, Pedro Neschling, anche lui attore. Dopo l'indipendenza di Timor Est, nel 2001, l'attrice si è recata sul posto e, col figlio, ha realizzato un film-documentario dal titolo Timor Lorosae - O Massacre Que o Mundo Não Viu, che ha fatto scoprire al mondo il suo talento di regista cinematografica. Il film-denuncia è stato censurato all'8º Festival Internazionale del Cinema di Giacarta.

## Filmografia

### Attrice

#### Cinema
- Um Brasileiro Chamado Rosaflor, regia di Geraldo Affonso Miranda (1976)
- O Ibraim do Subúrbio, regia di Astolfo Araujo e Cecil Thiré (1976) - (episodio: O Ibraim do subúrbio)
- Já Não Se Faz Amor Como Antigamente, regia di Anselmo Duarte, John Herbert e Adriano Stuart (1976) - (episodio: Oh! Dúvida Cruel)
- Paranóia, regia di Antonio Calmon (1977)
- Bonitinha Mas Ordinária ou Otto Lara Rezende, regia di Braz Chediak (1981)
- Engraçadinha, regia di Haroldo Marinho Barbosa (1981)
- Álbum de Família, regia di Braz Chediak (1981)
- Luz del Fuego, regia di David Neves (1982)
- O Sonho Não Acabou, regia di Sergio Rezende (1982)
- Fonte da Saudade, regia di Marco Altberg (1985)
- As Sete Vampiras, regia di Ivan Cardoso (1986)
- Baixo Gávea, regia di Haroldo Marinho Barbosa (1986)
- Kuarup, regia di Ruy Guerra (1989)
- Sonhos de uma Noite de Verão, regia di Zelito Viana (1993)
- Vagas Para Moças de Fino Trato, regia di Paulo Thiago (1993)
- 3 Histórias da Bahia, regia di José Araripe Jr., Edyala Iglesias e Sergio Machado (2001)
- O Ovo, regia di Nicole Algranti - cortometraggio (2003)
- Destino, regia di Moacyr Góes (2009)
- Lula, o Filho do Brasil, regia di Fábio Barreto e Marcelo Santiago (2009)
- Casa Grande, regia di Fellipe Barbosa (2014)
- A Serpente, regia di Jura Capela (2016)
- Selvagem, regia di Diego da Costa (2019)
- Mulher Oceano, regia di Djin Sganzerla (2020)

### Televisione
- La schiava Isaura (Escrava Isaura) – serial TV, 4 episodi (1976-1977)
- A Ordem Natural das Coisas, regia di Domingos de Oliveira e Zbigniew Ziembinski – film TV (1977)
- Locomotivas – serial TV, 169 episodi (1977)
- Ciranda, Cirandinha – serie TV, episodio 1x04 (1978)
- Malù donna (Malu Mulher) – serie TV, episodio 1x04 (1979)
- Plantão de Polícia – serial TV, 1 episodio (1979)
- Feijão Maravilha – serial TV, 125 episodi (1979)
- Romeu e Julieta, regia di Paulo Afonso Grisolli – film TV (1980)
- Agua Viva (Água Viva) – serial TV, 160 episodi (1980)
- Ciranda de pedra – serial TV, 156 episodi (1981)
- Alice & Alice, regia di Dennis Carvalho – film TV (1983)
- Adamo contro Eva (Guerra dos sexos) – serial TV, 185 episodi (1983-1984)
- Vereda Tropical – serial TV (1984)
- Meu Destino é Pecar, regia di Ademar Guerra e Denise Saraceni - miniserie TV, 35 episodi (1984)
- Il cammino della libertà (Sinhá Moça) – serial TV, 167 episodi (1986)
- Carmem – serial TV, 180 episodi (1987-1988)
- Brasileiras e Brasileiros – serial TV, 150 episodi (1990-1991)
- Menino de Engenho, regia di Roberto Farias – film TV (1993)
- Você Decide – serial TV, 2 episodi (1992-1994)
- Confissões de Adolescente – serial TV, 1 episodio (1994)
- Malhação – serial TV, 1 episodio (1995)
- Sangue do Meu Sangue – serial TV, 257 episodi (1995-1996)
- Dona Anja – serial TV, 120 episodi (1996-1997)
- Cidadão Brasileiro – serial TV, 238 episodi (2006)
- Donas de Casa Desesperadas – serial TV, 23 episodi (2007-2008)
- Casos e Acasos – serial TV, 1 episodio (2008)
- Vai que Cola – serial TV, 1 episodio (2016)
- Na Corda Bamba – serial TV, 187 episodi (2019-2020)

## Doppiatrici italiane
Lucélia Santos in Italia è stata doppiata da:
- Monica Gravina in La schiava Isaura
- Emanuela Rossi in Agua Viva
- Silvana Fantini in Ciranda de pedra
- Mavi Felli in Adamo contro Eva